# Lijst van voetbalinterlands Ecuador - Mexico
Deze lijst van voetbalinterlands is een overzicht van alle officiële voetbalwedstrijden tussen de nationale teams van Ecuador en Mexico. De landen speelden tot op heden 25 keer tegen elkaar. De eerste ontmoeting, een vriendschappelijke wedstrijd, werd gespeeld in León op 29 april 1970. Het laatste duel, een groepswedstrijd tijdens de Copa América 2024, werd gespeeld op 30 juni 2024 in Glendale (Verenigde Staten).

## Wedstrijden
| №  | Plaats           | Datum             | Competitie        | Wedstrijd        | Uitslag |
| -- | ---------------- | ----------------- | ----------------- | ---------------- | ------- |
| 1  | León             | 29 april 1970     | Vriendschappelijk | Mexico − Ecuador | 4 − 2   |
| 2  | Quito            | 30 juni 1993      | Copa América 1993 | Ecuador – Mexico | 0 – 2   |
| 3  | Oakland          | 23 oktober 1996   | Vriendschappelijk | Ecuador – Mexico | 1 – 0   |
| 4  | Mexico-Stad      | 5 februari 1997   | Vriendschappelijk | Mexico – Ecuador | 3 – 1   |
| 5  | Cochabamba       | 22 juni 1997      | Copa América 1997 | Ecuador – Mexico | 1 – 1   |
| 6  | Monterrey        | 14 april 1999     | Vriendschappelijk | Mexico – Ecuador | 0 – 0   |
| 7  | Houston          | 27 oktober 1999   | Vriendschappelijk | Mexico – Ecuador | 0 – 0   |
| 8  | San Diego        | 20 september 2000 | Vriendschappelijk | Mexico – Ecuador | 2 – 0   |
| 9  | Rifu             | 9 juni 2002       | WK 2002           | Mexico – Ecuador | 2 – 1   |
| 10 | Tuxtla Gutierrez | 10 maart 2004     | Vriendschappelijk | Mexico – Ecuador | 2 – 1   |
| 11 | Piura            | 13 juli 2004      | Copa América 2004 | Mexico – Ecuador | 2 – 1   |
| 12 | East Rutherford  | 27 oktober 2004   | Vriendschappelijk | Mexico – Ecuador | 2 – 1   |
| 13 | Oakland          | 28 maart 2007     | Vriendschappelijk | Ecuador – Mexico | 2 – 4   |
| 14 | Maturín          | 1 juli 2007       | Copa América 2007 | Mexico – Ecuador | 2 – 1   |
| 15 | Phoenix          | 12 november 2008  | Vriendschappelijk | Ecuador – Mexico | 1 – 2   |
| 16 | East Rutherford  | 7 mei 2010        | Vriendschappelijk | Mexico – Ecuador | 0 – 0   |
| 17 | Guadalajara      | 4 september 2010  | Vriendschappelijk | Mexico – Ecuador | 1 – 2   |
| 18 | Seattle          | 28 mei 2011       | Vriendschappelijk | Mexico – Ecuador | 1 – 1   |
| 19 | Arlington        | 31 mei 2014       | Vriendschappelijk | Mexico – Ecuador | 3 – 1   |
| 20 | Los Angeles      | 28 maart 2015     | Vriendschappelijk | Mexico – Ecuador | 1 – 0   |
| 21 | Rancagua         | 19 juni 2015      | Copa América 2015 | Mexico − Ecuador | 1 − 2   |
| 22 | Arlington        | 9 juni 2019       | Vriendschappelijk | Mexico − Ecuador | 3 − 2   |
| 23 | Charlotte        | 27 oktober 2021   | Vriendschappelijk | Mexico − Ecuador | 2 − 3   |
| 24 | Chicago          | 5 juni 2022       | Vriendschappelijk | Mexico − Ecuador | 0 − 0   |
| 25 | Glendale         | 30 juni 2024      | Copa América 2024 | Mexico − Ecuador | 0 − 0   |

## Samenvatting
| Competitie        | Totaal gespeeld | Winst Ecuador | Gelijk | Winst Mexico | Doelsaldo Ecuador – Mexico |
| ----------------- | --------------- | ------------- | ------ | ------------ | -------------------------- |
| WK-eindronde      | 1               | 0             | 0      | 1            | 1 − 2                      |
| Copa América      | 6               | 1             | 2      | 3            | 5 − 8                      |
| Vriendschappelijk | 18              | 3             | 5      | 10           | 18 − 30                    |
| Totaal            | 25              | 4             | 7      | 14           | 24 − 40                    |

Wedstrijden bepaald door strafschoppen worden, in lijn met de FIFA, als een gelijkspel gerekend.

## Details

### Eerste ontmoeting
| Vriendschappelijk (León, Mexico, 29 april 1970):                                      |       |                                         |
| Mexico                                                                                | 4 – 2 | Ecuador                                 |
| Horacio López Salgado 43' Marcos Rivas 67' Isidoro Díaz 76' Horacio López Salgado 89' | goals | 40' Eduardo Aguirre 70' Eduardo Aguirre |

### Tweede ontmoeting
| Copa América 1993 (Quito, Ecuador, 30 juni 1993): |              | |
| Ecuador | 0 – 2        | Mexico |
| | goals        | 23' Hugo Sánchez 54' Ramón Ramírez |
| Dušan Drašković | bondscoach   | Miguel Mejía Barón |
| Jacinto Espinoza Carlos Muñoz Raúl Noriega Luis Capurro Iván Hurtado Ángel Fernández 68' Héctor Carabalí Nixon Carcelén Álex Aguinaga Eduardo Hurtado Raúl Avilés 55' | opstellingen | Jorge Campos Raúl Gutiérrez Claudio Suárez Juan de Dios Ramírez Perales Ramón Ramírez Ignacio Ambriz 65' David Patiño 57' Benjamín Galindo Alberto García Aspe Hugo Sánchez Luis Roberto Alves |
| Cléber Chalá 55' José Gavica 68' | wissels      | 57' Miguel Herrera 65' Luis Flores |

### Derde ontmoeting
| Vriendschappelijk (Oakland, Verenigde Staten, 23 oktober 1996): |       |                     |
| Mexico                                                          | 0 – 1 | Ecuador             |
|                                                                 | goals | 61' Héctor Carabalí |

### Vierde ontmoeting
| Vriendschappelijk (Mexico-Stad, Mexico, 5 februari 1997):              |       |                     |
| Mexico                                                                 | 3 – 1 | Ecuador             |
| Eustacio Rizo 35' Jared Borgetti 43' Damián Álvarez 77'                | goals | 83' Agustín Delgado |
| - Debuut van Jimmy Blandón, Simón Ruiz en Oswaldo Ibarra voor Ecuador. |       |                     |

### Vijfde ontmoeting
| Copa América 1997 (Cochabamba, Bolivia, 22 juni 1997):                                       |                     |                                                                                             |
| Mexico                                                                                       | 1 – 1               | Ecuador                                                                                     |
| Cuauhtémoc Blanco 17'                                                                        | goals               | 6' Luis Capurro                                                                             |
| Luis Hernández Claudio Suárez Cuauhtémoc Blanco Paulo César Chávez Germán Villa Joel Sánchez | strafschoppen 4 – 3 | Alberto Montaño Luis Capurro Ulises de la Cruz Ariel Graziani Ángel Fernández Vilson Rosero |

### Zesde ontmoeting
| Vriendschappelijk (Monterrey, Mexico, 14 april 1999): |       |         |
| Mexico                                                | 0 – 0 | Ecuador |
|                                                       | goals |         |

### Zevende ontmoeting
| Vriendschappelijk (Houston, Verenigde Staten, 27 oktober 1999): |       |         |
| Mexico                                                          | 0 – 0 | Ecuador |
|                                                                 | goals |         |

### Achtste ontmoeting
| Vriendschappelijk (San Diego, Verenigde Staten, 20 september 2000): |       |         |
| Mexico                                                              | 2 – 0 | Ecuador |
| Jared Borgetti 10' Marco Antonio Ruíz 59'                           | goals |         |
| - Laatste interland van Eduardo Hurtado (74ste) voor Ecuador.       |       |         |

### Negende ontmoeting
| WK 2002 (Miyagi, Japan, 9 juni 2002): |              | |
| Mexico | 2 – 1        | Ecuador |
| Jared Borgetti 28' Gerardo Torrado 57' | goals        | 5' Agustín Delgado |
| Javier Aguirre | bondscoach   | Hernán Darío Gómez |
| Oscar Pérez Rafael Márquez Manuel Vidrio Gerardo Torrado Ramón Morales Jared Borgetti 77' Cuauhtémoc Blanco 90+1' Braulio Luna Salvador Carmona Johan Rodríguez 87' Jesús Arellano | opstellingen | José Cevallos Augusto Porozo Iván Hurtado Ulises de la Cruz 58' Alfonso Obregón Raúl Guerrón 53' Iván Kaviedes Agustín Delgado Cléber Chalá Edison Méndez 35' Edwin Tenorio |
| Luis Hernández 77' Gabriel Caballero 87' Sigifredo Mercado 90+1' | wissels      | 35' Marlon Ayoví 53' Carlos Tenorio 58' Álex Aguinaga |
| Gerardo Torrado 65' | gele kaarten | 15' Iván Kaviedes 27' José Cevallos 49' Raúl Guerrón 61' Carlos Tenorio 87' Agustín Delgado                                                                                 |

### Tiende ontmoeting
| Vriendschappelijk (Tuxtla Gutierrez, Mexico, 10 maart 2004):                                         |       |                          |
| Mexico                                                                                               | 2 – 1 | Ecuador                  |
| Diego Martínez 17' (pen.) Omar Bravo 30'                                                             | goals | 57' (pen.) Edison Méndez |
| - Debuut van José Perlaza (Olmedo), David Quiroz (El Nacional) en Jairo Campos (Aucas) voor Ecuador. |       |                          |

### Elfde ontmoeting
| Copa América 2004 (Piura, Peru, 13 juli 2004):                                                       |       |                     |
| Mexico                                                                                               | 2 – 1 | Ecuador             |
| Héctor Altamirano 23' (pen.) Adolfo Bautista 42'                                                     | goals | 71' Agustín Delgado |
| - 66ste en laatste duel van Ecuador onder leiding van de Colombiaanse bondscoach Hernán Darío Gómez. |       |                     |

### Twaalfde ontmoeting
| Vriendschappelijk (East Rutherford, Verenigde Staten, 27 oktober 2004): |              | |
| Mexico | 2 – 1        | Ecuador |
| Francisco Fonseca 42' Francisco Fonseca 47' | goals        | 80' Renán Calle |
| Ricardo Lavolpe | bondscoach   | Luis Fernando Suárez |
| Moisés Muñoz Héctor Altamirano 83' Aarón Galindo Hugo Sánchez Carlos Salcido Jaime Lozano 68' Pavel Pardo 46' Antonio Naelson 46' Rafael García Rafael Márquez Lugo 46' Francisco Fonseca | opstellingen | Damián Lanza Néicer Reasco Renán Calle Geovanny Espinoza 46' Raúl Guerrón Edison Méndez 63' Edwin Tenorio Marlon Ayoví 82' Walter Ayoví 46' Roberto Mina Franklin Salas |
| Fernando Salazar 46' Mario Méndez 46' Fernando Arce 46' Gonzalo Pineda 68' Daniel Osorno 83'                                                                                              | wissels      | 46' Mario Lastra 46' Ebelio Ordóñez 63' Wellington Sánchez 82' Moisés Candelario                                                                                        |
| Pavel Pardo 30' Carlos Salcido 79' | gele kaarten | 14' Raúl Guerrón 50' Edwin Tenorio 52' Renán Calle 76' Mario Lastra |

### Dertiende ontmoeting
| Vriendschappelijk (Oakland, Verenigde Staten, 28 maart 2007):               |       |                                          |
| Mexico                                                                      | 4 – 2 | Ecuador                                  |
| Francisco Palencia 1' Rafael Márquez 72' Omar Bravo 83' Adolfo Bautista 87' | goals | 44' Carlos Tenorio 57' Giovanny Espinoza |

### Veertiende ontmoeting
| Copa América 2007 (Maturín, Venezuela, 1 juli 2007): |       |                   |
| Mexico                                               | 2 – 1 | Ecuador           |
| Nery Castillo 21' Omar Bravo 79'                     | goals | 84' Edison Méndez |

### Vijftiende ontmoeting
| Vriendschappelijk (Phoenix, Verenigde Staten, 12 november 2008): |              | |
| Ecuador | 1 – 2        | Mexico |
| Isaac Mina 8' | goals        | 50' Leobardo López 90+3' Matías Vuoso |
| Sixto Vizuete | bondscoach   | Sven-Göran Eriksson |
| Máximo Banguera Isaac Mina 46' Jorge Guagua Luis Checa Fernando Hidalgo Luis Saritama 89' Pedro Quiñónez Walter Ayoví 89' Enrique Gámez Pablo Palacios 89' Luis Bolaños 86' | opstellingen | Guillermo Ochoa Diego Martínez 46' Óscar Rojas Edgar Dueñas Fausto Pinto 71' Nery Castillo 67' Gerardo Torrado 46' Fernando Arce 46' Francisco Torres Vicente Vuoso 58' Francisco Fonseca |
| Narciso Mina 46' Geovanny Nazareno 86' Jefferson Pinto 89' Fabricio Guevara 89' Joao Rojas 89'                                                                              | wissels      | 46' Leobardo López 46' Israel Martínez 46' Zinha 58' Edgar Castillo 67' Jaime Correa 71' César Villaluz                                                                                   |
| Walter Ayoví 29' Pedro Quiñónez 30' | gele kaarten | 33' Fernando Arce |
| - Debuut van doelman Máximo Banguera (Espoli), Narciso Mina (Manta FC) en Joao Rojas (River Ecuador) voor Ecuador.                                                          |              | |

### Zestiende ontmoeting
| Vriendschappelijk (East Rutherford, Verenigde Staten, 7 mei 2010): |              | |
| Mexico | 0 – 0        | Ecuador |
| | goals        | |
| Javier Aguirre | bondscoach   | Sixto Vizuete |
| Luis Michel Paul Aguilar Jonny Magallón Jorge Torres Nilo Alberto Medina 60' Efraín Juárez Gerardo Torrado Israel Castro 75' Juan Valenzuela Javier Hernández Cuauhtémoc Blanco 60' | opstellingen | Marcelo Elizaga Julio Fleitas Geovanny Nazareno Miguel Ibarra Iván Hurtado 68' Michael Quiñónez Fernando Hidalgo Ulises de la Cruz Oswaldo Minda 90' Michael Arroyo 86' Iván Kaviedes |
| Adolfo Bautista 60' Pablo Barrera 60' Andrés Guardado 75' | wissels      | 68' Joao Rojas 86' Edison Preciado 90' Pedro Quiñónez |
| | gele kaarten | 56' Oswaldo Minda |

### Zeventiende ontmoeting
| Vriendschappelijk (Guadalajara, Mexico, 4 september 2010):                             |       |                                     |
| Mexico                                                                                 | 1 – 2 | Ecuador                             |
| Luis Checa 40' (e.d.)                                                                  | goals | 1' Cristian Benítez 20' Jaime Ayoví |
| - Eerste duel van Ecuador onder leiding van de Colombiaanse bondscoach Reinaldo Rueda. |       |                                     |

### Achttiende ontmoeting
| Vriendschappelijk (Seattle, Verenigde Staten, 28 mei 2011): |       |                    |
| Mexico                                                      | 1 – 1 | Ecuador            |
| Jorge Torres 7'                                             | goals | 37' Michael Arroyo |

### Negentiende ontmoeting
| Vriendschappelijk (Arlington, Verenigde Staten, 31 mei 2014): |              | |
| Mexico | 3 – 1        | Ecuador |
| Luis Montes 33' Marco Fabián 69' Giovani Dos Santos 76' | goals        | 80' Enner Valencia |
| Miguel Herrera | bondscoach   | Reinaldo Rueda |
| Guillermo Ochoa Rafael Márquez 46' Paul Aguilar Francisco Javier Rodríguez Héctor Moreno Héctor Herrera Andrés Guardado 49' Carlos Peña 46' Luis Montes 40' Giovani Dos Santos 80' Oribe Peralta 66' | opstellingen | Máximo Banguera 63' Frickson Erazo Juan Carlos Paredes Jorge Guagua Walter Ayoví 40' Segundo Castillo Joao Rojas 61' Jefferson Montero Edison Méndez 72' Fidel Martínez 46' Jaime Ayoví                  |
| Marco Fabián 40' Carlos Salcido 46' José Vázquez 46' Miguel Layún 49' Raúl Jiménez 80' Javier Hernández 66' Alfredo Talavera José Corona Diego Reyes Miguel Ponce Isaác Brizuela Alan Pulido         | wissels      | 40' Carlos Gruezo 46' Enner Valencia 61' Antonio Valencia 63' Gabriel Achilier 72' Felipe Caicedo Alexander Domínguez Adrián Bone Oscar Bagüí Luis Saritama Pedro Quiñónez Christian Noboa Renato Ibarra |
| Francisco Javier Rodríguez 25' Héctor Herrera 71' | gele kaarten | 70' Edison Méndez |

### Twintigste ontmoeting
| Vriendschappelijk (Los Angeles, Verenigde Staten, 28 maart 2015): |              | |
| Mexico | 1 – 0        | Ecuador |
| Javier Hernández 14' | goals        | |
| Miguel Herrera | bondscoach   | Gustavo Quinteros |
| José Corona Diego Reyes Héctor Moreno Hugo Ayala Paul Aguilar José Vázquez 74' Miguel Layún Héctor Herrera 84' Andrés Guardado Javier Hernández 90' Giovani dos Santos 76' | opstellingen | Alexander Domínguez 83' Juan Carlos Paredes Frickson Erazo Arturo Mina Luis Antonio Valencia Christian Noboa 44' Jefferson Montero Osbaldo Lastra Walter Ayoví Miller Bolaños 74' Felipe Caicedo |
| Javier Güemez 74' Raúl Jiménez 76' Jürgen Damm 84' Eduardo Herrera 85' Guillermo Ochoa Jorge Torres Julio Domínguez Adrián Aldrete Oswaldo Alanís Jesús Corona Juan Carlos Medina Jesús Dueñas Jonathan Dos Santos | wissels      | 44' Ángel Mena 74' Fidel Martínez 83' Joao Rojas Esteban Dreer Librado Azcona Oscar Bagüí Robert Arboleda Gabriel Achilier Mario Pineida Pedro Larrea Carlos Gruezo Renato Ibarra Jaime Ayoví    |
| Paul Aguilar 74' Javier Hernández 83' | gele kaarten | 38' Arturo Mina 86' Christian Noboa |
| - Debuut van Jürgen Damm (CF Pachuca) en Eduardo Herrera (Pumas UNAM) voor Mexico. - Eerste duel van Ecuador onder leiding van bondscoach Gustavo Quinteros. - Debuut van Osbaldo Lastra (CS Emelec), Miller Bolaños (CS Emelec) en Ángel Mena (CS Emelec) voor Ecuador. - Miller Bolaños (Ecuador) mist een strafschop in de 73ste minuut. |              | |

### 21ste ontmoeting
| Copa América 2015 (Rancagua, Chili, 19 juni 2015):                                             |       |                                      |
| Mexico                                                                                         | 1 – 2 | Ecuador                              |
| Raúl Jiménez 63' (pen.)                                                                        | goals | 25' Miler Bolaños 57' Enner Valencia |
| - Bondscoach Miguel Herrera van Mexico wordt in de 70ste minuut door de arbitrage weggestuurd. |       |                                      |

FEF · A-internationals · Bondscoaches · Selecties · Statistieken · Ecuadoraans vrouwenelftal · Olympisch elftal · Ecuador U21 · Ecuador U20 · Ecuador U18 · Ecuador U17
1938 – 1949 ·
1950 – 1959 ·
1960 – 1969 ·
1970 – 1979 ·
1980 – 1989 ·
1990 – 1999 ·
2000 – 2009 ·
2010 – 2019 ·
2020 − 2029
WK 2002 · 
WK 2006 · 
WK 2014
1938 · 
1939 · 
1940 · 
1941 · 
1942 · 
1943 · 1944 · 
1945 · 
1946 · 
1947 · 
1948 · 
1949 · 
1950 · 1951 · 1952 · 
1953 · 
1954 · 
1955 · 
1956 · 
1957 · 
1958 · 
1959 · 
1960 · 
1961 · 1962 · 
1963 · 
1964 · 
1965 · 
1966 · 
1967 · 1968 · 
1969 · 
1970 · 
1971 · 
1972 · 
1973 · 
1974 · 
1975 · 
1976 · 
1977 · 
1978 · 
1979 · 
1980 · 
1981 · 
1982 · 
1983 · 
1984 · 
1985 · 
1986 · 
1987 · 
1988 · 
1989 · 
1990 · 
1991 · 
1992 · 
1993 · 
1994 · 
1995 · 
1996 · 
1997 · 
1998 · 
1999 · 
2000 · 
2001 · 
2002 · 
2003 · 
2004 · 
2005 · 
2006 · 
2007 · 
2008 · 
2009 · 
2010 · 
2011 · 
2012 · 
2013 · 
2014 · 
2015 · 
2016 · 
2017 ·
2018 ·
2019 ·
2020 ·
2021 ·
2022
Argentinië ·
Armenië ·
Australië ·
Bolivia · 
Brazilië ·
Bulgarije ·
Canada ·
Chili ·
Colombia ·
Costa Rica ·
Cuba ·
Denemarken ·
DDR ·
Duitsland ·
El Salvador ·
Engeland ·
Estland ·
Finland ·
Frankrijk ·
Griekenland ·
Guatemala ·
Haïti ·
Honduras ·
Ierland ·
Irak ·
Iran ·
Italië ·
Jamaica ·
Japan ·
Joegoslavië ·
Jordanië ·
Kaapverdië ·
Koeweit ·
Kroatië · 
Libanon ·
Mexico ·
Nederland ·
Nigeria ·
Noord-Macedonië ·
Oeganda ·
Oman ·
Panama ·
Paraguay ·
Peru ·
Polen ·
Portugal ·
Qatar ·
Roemenië ·
Saoedi-Arabië ·
Schotland ·
Senegal ·
Spanje ·
Trinidad en Tobago ·
Turkije · 
Uruguay ·
Venezuela ·
Verenigde Staten ·
Wit-Rusland ·
Zambia ·
Zuid-Afrika ·
Zuid-Korea ·
Zweden ·
Zwitserland
Costa Rica (2006) · 
Duitsland (2006) · 
Engeland (2006) · 
Frankrijk (2014) · 
Honduras (2014) · 
Nederland (2022) · 
Polen (2006) · 
Qatar (2022) · 
Zwitserland (2014)
FMF · A-internationals · Selecties · Bondscoaches · Statistieken · Mexicaans vrouwenelftal · Olympisch elftal · Mexico U21 · Mexico U20 · Mexico U19 · Mexico U18 · Mexico U17
1920 – 1949 ·
1950 – 1969 ·
1970 – 1979 ·
1980 – 1989 ·
1990 – 1999 ·
2000 – 2009 ·
2010 – 2019 ·
2020 – 2029
Copa América 1993 ·
Copa América 1995 ·
Copa América 1997 ·
Copa América 1999 ·
Copa América 2001 ·
Copa América 2004 ·
Copa América 2007 ·
Copa América 2011 ·
Copa América 2015 · 
Copa América 2016
WK 1930 ·
WK 1950 ·
WK 1954 ·
WK 1958 ·
WK 1962 ·
WK 1966 ·
WK 1970 ·
WK 1978 ·
WK 1986 ·
WK 1994 ·
WK 1998 ·
WK 2002 ·
WK 2006 ·
WK 2010 ·
WK 2014 · 
WK 2018
OS 1928 ·
OS 1948 ·
OS 1964 ·
OS 1968 ·
OS 1972 ·
OS 1976 ·
OS 1992 ·
OS 1996 ·
OS 2004 ·
OS 2012 ·
OS 2016 ·
OS 2020
1923 ·
1924–1927 ·
1928 ·
1929 ·
1930 ·
1931–1933 ·
1934 ·
1935 ·
1936 ·
1937 ·
1938 ·
1939–1946 ·
1947 ·
1948 ·
1949 ·
1950 ·
1951 ·
1952 ·
1953 ·
1954 ·
1955 ·
1956 ·
1957 ·
1958 ·
1959 ·
1960 ·
1961 ·
1962 ·
1963 ·
1964 ·
1965 ·
1966 ·
1967 ·
1968 ·
1969 ·
1970 · 
1971 · 
1972 · 
1973 · 
1974 · 
1975 · 
1976 · 
1977 · 
1978 · 
1979 · 
1980 · 
1981 · 
1982 · 
1983 · 
1984 · 
1985 · 
1986 · 
1987 · 
1988 · 
1989 · 
1990 · 
1991 · 
1992 · 
1993 · 
1994 · 
1995 · 
1996 · 
1997 · 
1998 · 
1999 · 
2000 · 
2001 · 
2002 · 
2003 · 
2004 · 
2005 · 
2006 · 
2007 · 
2008 · 
2009 · 
2010 · 
2011 · 
2012 · 
2013 · 
2014 · 
2015 · 
2016 ·
2017 ·
2018 ·
2019 ·
2020 ·
2021 ·
2022 ·
2023
Albanië ·
Algerije ·
Angola ·
Argentinië ·
Australië ·
België ·
Belize ·
Bermuda ·
Bolivia ·
Bosnië en Herzegovina ·
Brazilië ·
Bulgarije ·
Canada ·
Chili ·
China ·
Colombia ·
Congo-Kinshasa ·
Costa Rica ·
Cuba ·
Curaçao ·
DDR ·
Denemarken ·
Dominica ·
Dominicaanse Republiek ·
Duitsland ·
Ecuador ·
Egypte ·
El Salvador ·
Engeland ·
Estland ·
Fiji ·
Finland ·
Frankrijk ·
Gambia ·
Ghana ·
Griekenland ·
Guatemala ·
Guyana ·
Haïti ·
Honduras ·
Hongarije ·
Ierland ·
IJsland ·
Irak ·
Iran ·
Israël ·
Italië ·
Ivoorkust ·
Jamaica ·
Japan ·
Joegoslavië ·
Kameroen ·
Kroatië ·
Liberia ·
Luxemburg ·
Marokko ·
Martinique ·
Nederland ·
Nederlandse Antillen ·
Nicaragua ·
Nieuw-Zeeland ·
Nigeria ·
Noord-Ierland ·
Noord-Korea ·
Noorwegen ·
Oekraïne ·
Oezbekistan ·
Panama ·
Paraguay ·
Peru ·
Polen ·
Portugal ·
Qatar ·
Roemenië ·
Rusland ·
Saint Kitts en Nevis ·
Saint Vincent en de Grenadines ·
Saoedi-Arabië ·
Schotland ·
Senegal ·
Servië ·
Slovenië ·
Slowakije ·
Sovjet-Unie ·
Spanje ·
Suriname ·
Trinidad en Tobago ·
Tsjechië ·
Tsjecho-Slowakije ·
Tunesië ·
Turkije ·
Uruguay ·
Venezuela ·
Verenigde Staten ·
Wales ·
Wit-Rusland ·
Zuid-Afrika ·
Zuid-Korea ·
Zweden ·
Zwitserland
Angola (2006) ·
Argentinië (2006) ·
Brazilië (1999) ·
Brazilië (2014) ·
Brazilië (2018) ·
Duitsland (2018) ·
Frankrijk (2010) ·
Iran (2006) ·
Kameroen (2014) ·
Kroatië (2014) ·
Nederland (2014) ·
Portugal (2006) ·
Uruguay (2010) ·
Zuid-Afrika (2010) ·
Zuid-Korea (2018) ·
Zweden (2018)